# Ordis

Położenie gminy na mapie comarki Alt Empordà.

Ordis – gmina w Hiszpanii,  w Katalonii, w prowincji Girona, w comarce Alt Empordà.
Powierzchnia gminy wynosi 8,52 km². Zgodnie z danymi INE, w 2005 roku liczba ludności wynosiła 347, a gęstość zaludnienia 40,73 osoby/km². Wysokość bezwzględna gminy równa jest 98 metrów. Współrzędne geograficzne gminy to 42°13'13"N, 2°54'31"E.

## Miejscowości
W skład gminy Ordis wchodzą dwie miejscowości, w tym miejscowość gminna o tej samej nazwie:
- Ordis – liczba ludności: 324
- Pols – 23

## Demografia
| 1991 | 1996 | 2001 | 2004 | 2005 |
| ---- | ---- | ---- | ---- | ---- |
| 304  | 283  | 342  | 335  | 347  |